# Epigonus
Epigonus is een geslacht van straalvinnige vissen uit de familie van de diepwaterkardinaalbaarzen (Epigonidae). Het geslacht werd voor het eerst wetenschappelijk beschreven in 1810 door Constantine Samuel Rafinesque-Schmaltz.

## Soorten
- Epigonus affinis Parin & Abramov, 1986
- Epigonus angustifrons Abramov & Manilo, 1987
- Epigonus atherinoides (Gilbert, 1905)
- Epigonus carbonarius Okamoto & Motomura, 2011
- Epigonus cavaticus Ida, Okamoto & Sakaue, 2007
- Epigonus chilensis Okamoto, 2012
- Epigonus constanciae (Giglioli, 1880)
- Epigonus crassicaudus de Buen, 1959
- Epigonus ctenolepis Mochizuki & Shirakihara, 1983
- Epigonus denticulatus Dieuzeide, 1950
- Epigonus devaneyi Gon, 1985
- Epigonus elegans Parin & Abramov, 1986
- Epigonus elongatus Parin & Abramov, 1986
- Epigonus exodon Okamoto & Motomura, 2012
- Epigonus fragilis (Jordan & Jordan, 1922)
- Epigonus glossodontus Gon, 1985
- Epigonus heracleus Parin & Abramov, 1986
- Epigonus lenimen (Whitley, 1935)
- Epigonus machaera Okamoto, 2012
- Epigonus macrops (Brauer, 1906)
- Epigonus marimonticolus Parin & Abramov, 1986
- Epigonus marisrubri Krupp, Zajonz & Khalaf, 2009
- Epigonus mayeri Okamoto, 2011
- Epigonus merleni McCosker & Long, 1997
- Epigonus notacanthus Parin & Abramov, 1986
- Epigonus occidentalis Goode & Bean, 1896
- Epigonus oligolepis Mayer, 1974
- Epigonus pandionis (Goode & T. H. Bean, 1881)
- Epigonus parini Abramov, 1987
- Epigonus pectinifer G. F. Mayer, 1974
- Epigonus robustus (Barnard, 1927)
- Epigonus telescopus (Risso, 1810)
- Epigonus waltersensis Parin & Abramov, 1986